# Eulenspiegelei
Als Eulenspiegelei bezeichnet wird ein Schelmenstreich nach Art des Till Eulenspiegel, den jemand einem anderen spielt, indem er dessen Anweisungen wörtlich nimmt und ausführt. Darüber hinaus wird dieser Begriff auch zur Bezeichnung einer künstlerischen Darstellungsform verwendet, die von der historischen bzw. literarischen Figur des Eulenspiegel abgeleitet ist. Die literarische, bildliche und musikalische
Gestaltung der Schelmenstreiche Eulenspiegels hat unterschiedliche Sinnbestimmungen erfahren. Sie reichen vom trivialen Bloßstellen (besonders in den Fastnachtskulturen) bis zur esoterischen Würdigung der schelmischen Seele.

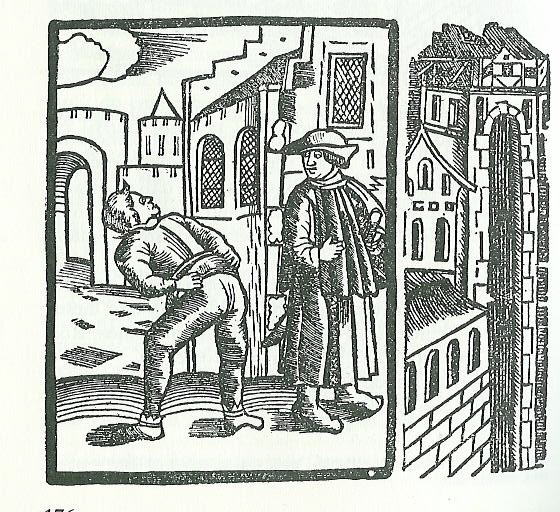
Holzschnitt der Erstausgabe des Eulenspiegel (ca. 1510?)

## Geschichte

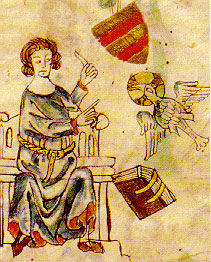
Eike von Repgow aus dem Oldenburger Sachsenspiegel
(14. Jh.)

Um 1300 soll ein in der Gegend von Braunschweig geborener Thyl Ulenspiegel gelebt haben, nach dem die später aufgezeichneten Geschichten erzählt werden. Das Eulenspiegel-Volksbuch, gedruckt 1515 in Strassburg, enthält 96 kurze Episoden aus Eulenspiegels Leben. Zusammen ergeben sie eine lose Darstellung des Lebenslaufes für eine durchaus tragische Gestalt, die – bereits schicksalhaft getauft und ständig auf kluge Manipulationen der Zeitgenossen angewiesen – schließlich der unehrenhaften Bestattung und Verunglimpfung seines Grabes nicht entgeht.
Aus gleicher Zeit ist im türkisch-orientalischen Raum ein ähnlicher Schelm bekannt geworden: Nasreddin Hodscha. Sebastian Brants „Narrenschiff“ (1494) stellt eine andere Variante der Narrenliteratur dar. Don Quichote ist die spanische Version der Narren-Darstellung. Das Lalebuch der Schildbürgereien gehört ebenfalls in die Reihe der Narrenspiegeleien.
Fischarts Eulenspiegel Reimenweiss (1572) lässt den Helden zum „Grobianus“ entarten. Hans Sachs hat in diversen Schwänken, Meisterliedern und Fastnachtsspielen das Volksbuch von Till Eulenspiegel verarbeitet. In Jakob Ayrers Singspiel Von dem Eulenspiegel mit dem Kaufmann und Pfeifenmacher (1618) ist die Gestalt des trivialen Possenreißers vollends erreicht.
J. van Neem hat in seinem lateinischen Eulenspiegel-Poem von 1558 ebenfalls die Ebene der derben Possen nicht überwunden. Darum ist in den folgenden Jahrhunderten den Stoffen höherwertiger Lebenserzählungen der Vorrang eingeräumt worden. Don Quichote, Simplizissimus, Agathon, Wilhelm Meister und Taugenichts heißen die Helden dieser Erzählungen von Cervantes, Grimmelshausen, Wieland, Goethe und Eichendorff.
Christoph Martin Wielands Goldener Spiegel stellt eine weitere Variante der Spiegeleien dar, die sich als „Märchenspiegel“ versteht. Münchhausens Lügenmärchen gehören ebenfalls in die Tradition alternativer Narrenspiegel.
Mit der Wende ins Politische fanden einige Dichter des sog. Jungen Deutschland die Eulenspiegelfigur wieder unmittelbar attraktiv: z. B. Oettinger Der confiscierte Eulenspiegel. Man feierte die Figur des Narren als Helden demokratischer Freiheit.
Von Grabbe stammt die Idee, Eulenspiegel als Helden romantischer Freiheit zu verherrlichen. Charles de Coster hat in seinem Roman La Légende de Ulenspiegel diese Idee vollendet (1868). In diesem Sinne sind auch eine Reihe von Eulenspiegel-Opern entstanden. Richard Strauss hat mit seinem Eulenspiegel-Fragment 1895 wohl die bedeutendste Oper zum Eulenspiegel-Thema verfasst. Charles de Costers Eulenspiegel-Roman ist von Walter Braunfels zur Oper umgestaltet worden.
Bei Gerhart Hauptmann ist eine Eulenspiegel-Erzählung (1919) als Darstellung der Nachkriegszeit zu einem zeitkritischen Epos geworden. M. Jahn hat sich 1933 wieder lyrisch mit Eulenspiegel befasst. Aus gleicher Zeit stammen auch die Eulenspiegel-Geschichten von Bertolt Brecht (1948). Allgemein wird in diesen Werken die Tendenz des Jungen Deutschland fortgesetzt, Eulenspiegel demokratische Motive zu unterlegen.
Erich Kästner hat den Eulenspiegelstoff in einem Kinderbuch bearbeitet. Nach Verbrennung seiner Bücher 1933 und Schreibverbot hat er 1938 seinen „Till Eulenspiegel“ in der Schweiz erscheinen lassen. Wenn man schon den verblendeten Erwachsenen keine literarische Wahrheit mehr bieten dürfe, so konnte man es immerhin noch bei den Kindern versuchen.
Christa und Gerhard Wolf haben 1973 einen Filmdrehbuch-Text zum Thema der Eulenspiegelei geschaffen. P. Rosel verlegt den Schauplatz schließlich nach Amerika: Ulenspiegel Amerika (1976). W. Konold und E. Sauter schließen 1983 wieder an die Versuche Richard Strauss’ an, Eulenspiegel ins Ballett zu bringen (1983).
Schließlich ist von Wolfgang Abaelard ein Eulenspiegelbuch geschaffen worden, das Eulenspiegel als Reinkarnation einer „alten“ Seele darstellt (2009). Im Rahmen spiritueller Reinkarnations-Theoreme wird davon ausgegangen, dass Eulenspiegel eine Seele ist, die schon viele 100 Male zuvor gelebt hat. Der Sinn ihres Eulenspiegel-Daseins liegt im Spiegeln: durch Vorhalten der Oberflächlichkeit wird in vielfältigen Symbolen und Allegorien der Blick auf das wahrhaft Wesentliche gelenkt.

## Konzepte

### Volksbuch

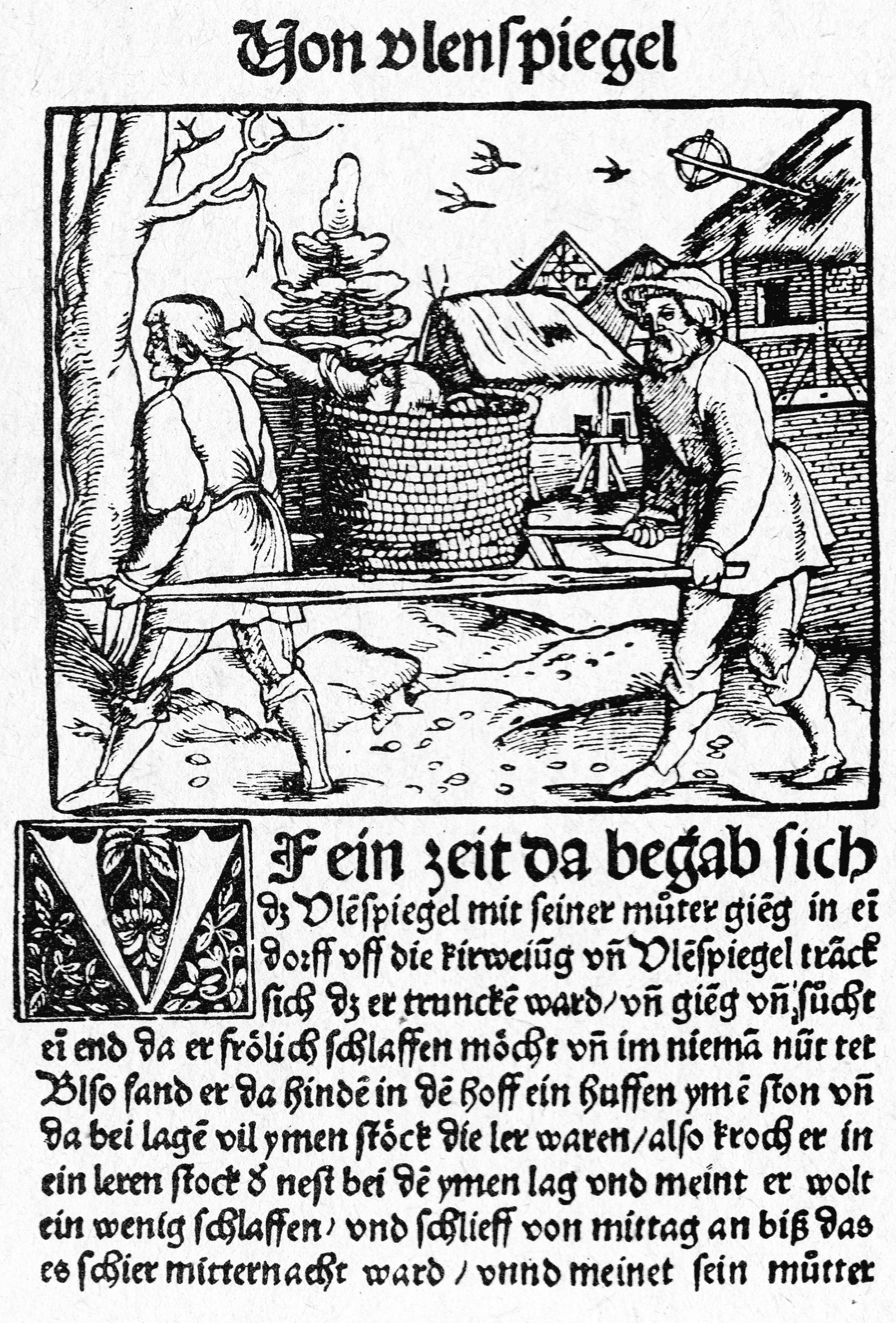
Buchseite von 1515

Das wahrscheinlich erste große Konzept der Eulenspiegelei wurde in den 1970er Jahren gerne Hermann Bote zugeschrieben. In 96 „Historien“ wird eine Art Lebenslauf des Helden dargelegt. Den Anfang bildet die Erzählung, „Wie Till Eulenspiegel geboren, dreimal an einem Tage getauft wurde und wer seine Taufpaten waren“. Die Ausgaben des 20. Jahrhunderts liegen meist in standardhochdeutscher Übertragung vor. Der vorliegende Text-Auszug folgt der Ausgabe von Lindow(1978).
„Die 33. Histori
sagt, wie Ulenspiegel zu Bumberg umb Gelt aß
Mit Listen verdient Ulenspiegel Gelt einsmaß zu Bamberg, als er von Nürnberg kam und waz fast hungerig und da kam in einer Wirtin Huß, die hieß Frauw Künigine, die da ein fröliche Wirtin was, unnd hieß ihn willckummen sein, dan sie sahe an seinen Kleidern, daz es ein seltzamer Gast waz.“
Die Historien werden durch die Erzählung der Aufbahrung und des Begräbnisses Eulenspiegels abgeschlossen. Anfang und Ende des Lebens verweisen auf rätselhafte „Zufälle“, die in der Nachfolge vielfältige Deutungen erfahren haben.

### Hans Sachs

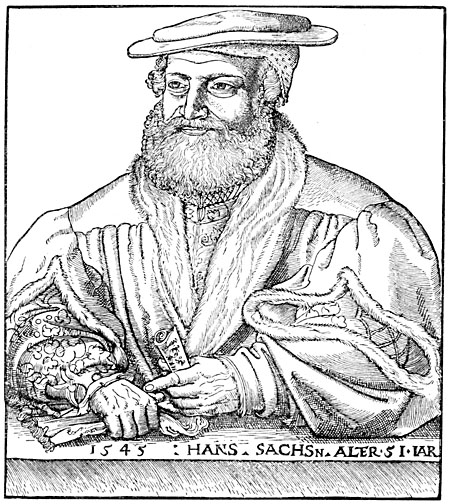
Hans Sachs, Holzschnitt von Michael Ostendorfer (1545)

Hans Sachs (1494–1576) gilt als der erste Dichter, der die Eulenspiegel-Geschichten des Volksbuches selbständig bearbeitet hat.
Der Eulenspiegel einst vor Jahren

in aller Schalkheit wohl erfahren

lief in dem Winter über Feld,

hatt’ schlechte Kleider und kein Geld;

indem da sah er dort von weiten

sich reisig Zeug entgegenreiten. Das im Volksbuch unschuldige Kind wird hier von vornherein als in Schalkheit erfahren dargestellt. So entartet im Verlauf des 16. und 17. Jahrhunderts die Eulenspiegelei zur derben Posse.

### Christian Fürchtegott Gellert

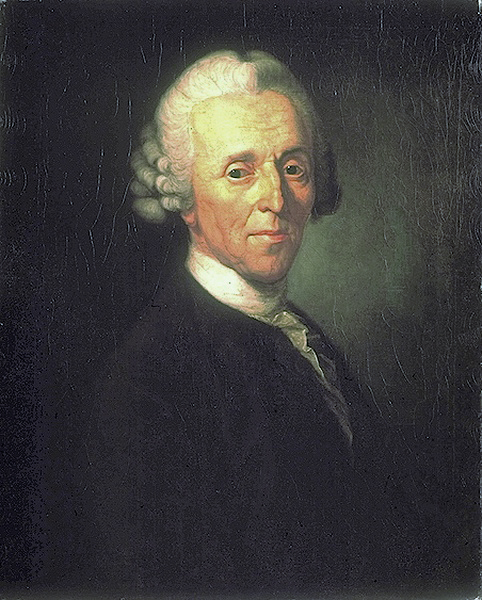
Christian Fürchtegott Gellert, Porträt von Anton Graff

Das Eulenspiegel-Epos Christian Fürchtegott Gellerts (1715–1769) zeigt den Typ der Eulenspiegelei, der besonders schulmeisterlich orientiert ist:
„Der Narr, dem oft weit minder Witz gefehlt,
Als vielen, die ihn gern belachen,
Und der vielleicht, um andre klug zu machen,
Das Amt des Albernen gewählt …“
Die Eulenspiegelei wird mehr und mehr zum didaktischen Exempel.

### Johann Nepomuk Nestroy

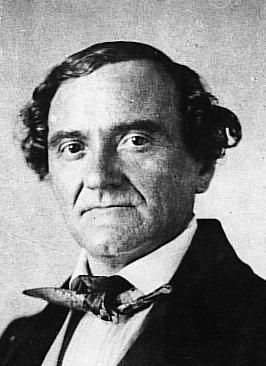
Johann Nepomuk Nestroy

Johann Nepomuk Nestroy (1801–1862) hat die Eulenspiegelfigur als eine Art von Vagabunden ausgearbeitet.
„Eulenspiegels Auftrittslied
So recht fidel leb’n und umsunst, / Das, sag’ ich, das ist d’größte Kunst.“
Er wird zum Deus ex machina, wenn es darum geht, Bedrängten zu helfen. Es zeichnet sich bereits die Verwendung Eulenspiegels als Freiheitsheld ab, wie sie vor allem in der Literatur des sog. Jungen Deutschland ausgeformt werden sollte.

### Julius von Voß
Julius von Voß (1768–1832)lässt in seiner Erzählung „Eulenspiegel im 19. Jahrhundert oder Narrenwitz und Gimpelweisheit“ (1809) die Figur des Eulenspiegel zum Hofnarren arrivieren:
In Anlehnung an entsprechende Erzählungen des Volksbuches wird Eulenspiegel außer Landes gewiesen. Sollte er sich dem Fürsten nochmals nahen, droht ihm lebenslange Kettenstrafe. Dennoch naht Eulenspiegel sich dem Fürsten in einem Boot und verweist zu seiner Entlastung darauf, dass er sich nicht auf dem Lande, sondern auf dem Wasser des Fürsten befinde. Schließlich erhält er das Amt des närrischen Ratgebers bei Hof, indem der Fürst ihm eine Kette als Symbol der verhängten Kettenstrafe schenkt.

### Charles de Coster

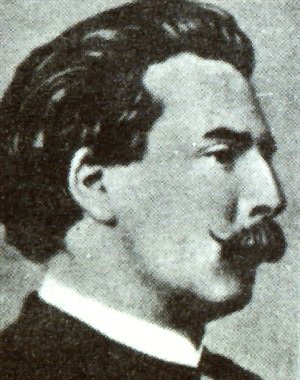
Charles De Coster

Charles de Coster (1827–1879) verlegt in seinem Roman Die Legende und die heldenhaften, fröhlichen und ruhmreichen Abenteuer von Ulenspiegel und Lamme Goedzak den Schauplatz nach Flandern und formt Eulenspiegel zum Freiheitshelden im Kampf der Niederländer gegen die spanische Fremdherrschaft um.
„Da war für sie alles eitel Zucker und Honig. Als der Wirt die Briefe des Prinzen gesehen hatte, übergab er Ulenspiegel für diesen fünfzig Karolus und wollte weder für die Truthenne, die er ihnen kredenzte, noch für den Dobbele-Klauwaert, mit dem er sie begoß, Geld annehmen. Auch warnte er ihn vor den Spionen des Blutgerichtes, die es zu Kortfijk gab, weshalb er seine wie seines Gefährten Zunge gar wohl zügeln sollte.“

### Gerhart Hauptmann

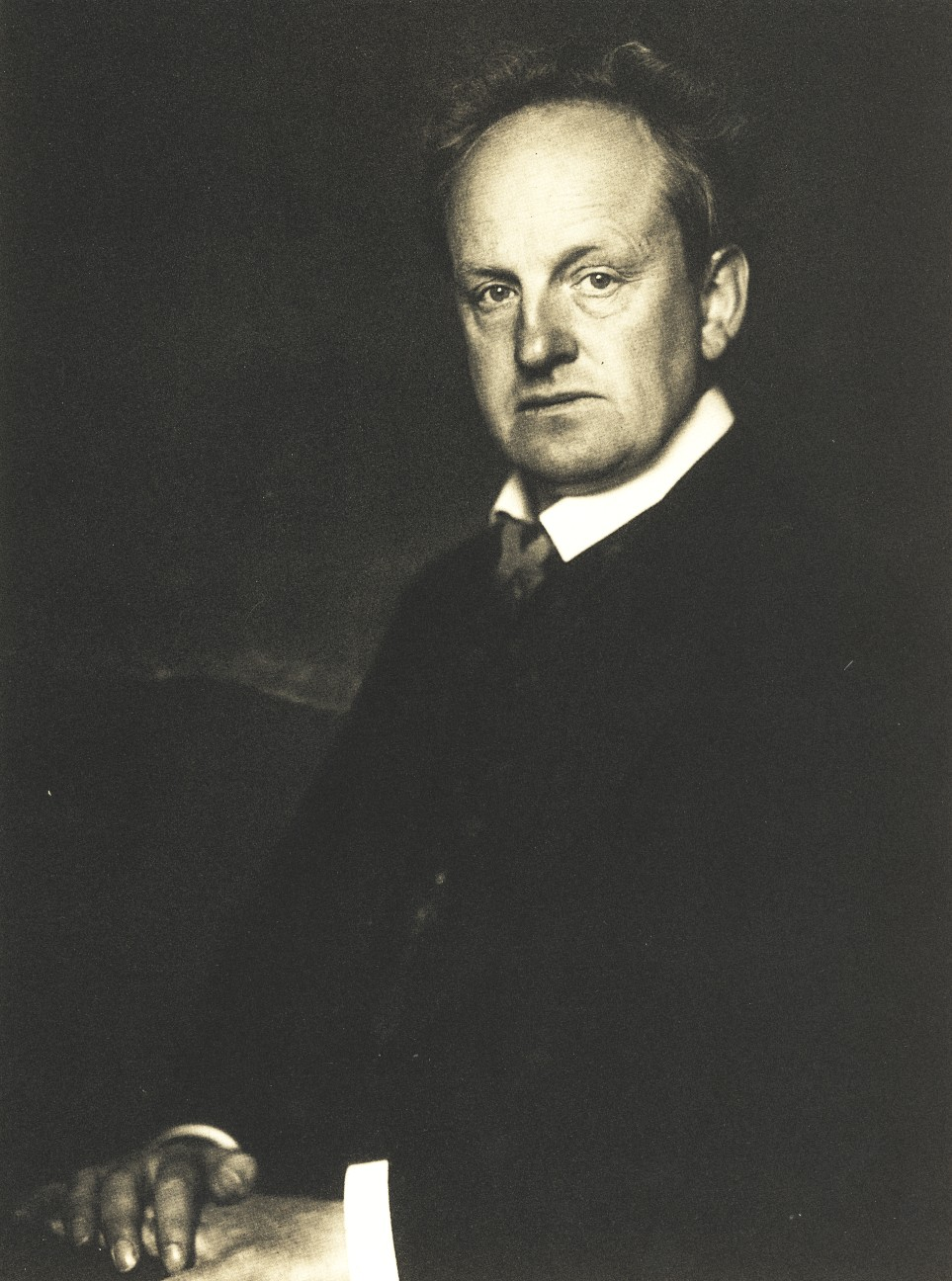
Gerhart Hauptmann, Fotografie von Nicola Perscheid (1914)

Gerhart Hauptmann (1862–1946) hat in seinem Epos „Des großen Kampffliegers, Landfahrers, Gauklers und Magiers, Till Eulenspiegel Abenteuer, Streiche, Gaukeleien, Gesichte und Träume“ (1928) die Figur des Till in die Zeit nach dem Ersten Weltkrieg gestellt. Er fungiert als Visionär in einer von Krisen heimgesuchten Zeit. Hauptmann hat seinen „Eulenspiegel“ gelegentlich als seinen „Faust II“ bezeichnet. So mutiert die Eulenspiegelei im 20. Jahrhundert zur Identifikationsfigur einer neuen politischen Gesinnung. Es handelt sich um eine chronologische Erzählung in 18 „Abenteuern“. Jedes der Abenteuer wird eingeleitet durch eine kurze Zusammenfassung. Hier greift Hauptmann die Struktur des Schwankromans auf, an dem er sich inhaltlich nur vage orientiert. Zu den einzelnen Abenteuern:
1. Abenteuer:
Eulenspiegel wird auf einem Marktplatz festgenommen, im Anschluss aber wieder freigelassen, da der Polizist ihn für verrückt hält. Außerdem begegnet er nachts einem Blinden, mit welchem er sich über den Krieg unterhält.
2. Abenteuer:
Eulenspiegel begegnet einer jungen Magd, mit welcher er sich vergnügt. Dabei ist unklar, ob sie überhaupt existiert, oder ob es sich um einen Traum handelt. Auf dem Weg wirft er einen Blick in seinen „Zauberspiegel“, welchem ein Doppelgänger entspringt. Es folgt ein Streit zwischen den beiden Figuren.
3. Abenteuer:
Eulenspiegel begegnet einem Mann, mit welchem er seine Mahlzeit einnimmt. Der Mann, ein Baron, wird zu seinem Haus gerufen. Während seiner Abwesenheit trifft ein junger Soldat auf Eulenspiegel. Der Soldat erschießt den Baron bei seiner Rückkehr. Eulenspiegel spendet dem traumatisiertem jungen Mann Trost.
4. Abenteuer:
Eulenspiegel gerät auf einen Friedhof, wo er die Taufe vom Sohn des Fürsten beobachtet. Es kommt zu einem Gespräch mit dem Kantor, welcher meint, Eulenspiegel zu erkennen. Dieser flieht zu einem Wirtshaus, wo er sich mit einer Einbildung unterhält.
5. Abenteuer:
Eulenspiegel geht in den Wald bei dem Dorf. Es handelt sich dabei um seine Heimat. Er ist auf der Suche nach der Mutter des Täuflings. Diese meint bei ihrer Begegnung, Eulenspiegel sei der Vater des Kindes und nicht ihr Ehemann, der Fürst. Sie verbringen die Nacht miteinander, während ihr Ehemann vor den Gemächern wütet. Eulenspiegel verlässt sie morgens.
6. Abenteuer:
Eulenspiegel reist in eine Stadt, in welcher er auf dem Marktplatz seine Künste zur Schau stellt, jedoch abbricht, da es zu einem Aufstand kommt und Menschen erschossen werden. Er hilft, die Toten zu bergen und nimmt ein Mädchen auf der Flucht bei sich auf.
7. Abenteuer:
Eulenspiegel und Gule nehmen an einem Schloss an einer Hochzeit als Gaukler teil. Er gibt sich als Kriegsheld zu erkennen und nimmt als offizieller Gast an den Feierlichkeiten teil. Am Ende des Festes nimmt er eine Totenbeschwörung vor und stirbt selbst.
8. Abenteuer:
Der doch nur ohnmächtige Eulenspiegel erholt sich bei der Gesellschaft im Schloss und erzählt ihnen, was er während seiner Ohnmacht träumte.
18. Abenteuer:
Gule und Eulenspiegel streiten, weil sie mit der Situation unzufrieden ist. Eulenspiegel kündigt daraufhin an, der Abschied von ihr stünde an und der Tod würde auf ihn warten. Am nächsten Morgen verlässt er sie und geht wandern. Abends kehrt er bei einem Gasthaus ein, wo ihm eine Figur, welche Jesus ähnelt, sagt, was er am darauffolgenden Tag tun solle. Eulenspiegel folgt den Anweisungen und landet am nächsten Tag im Gebirge, wo er sich in das Tal fallen lässt und stirbt.

### Bertolt Brecht

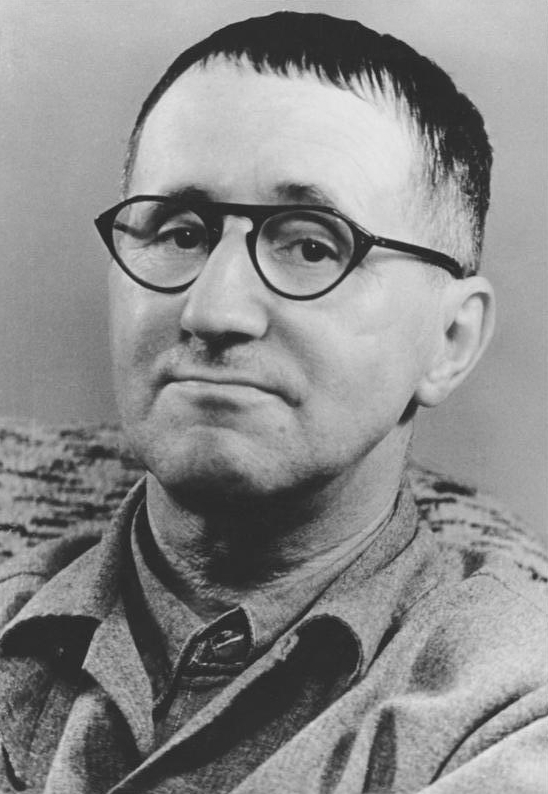
Bertolt Brecht (1954)

Bertolt Brecht (1898–1956) formt seinen Eulenspiegel vollends zum politischen Agitator. Die 5 Eulenspiegel-Geschichten entstanden 1948 für einen geplanten Eulenspiegel-Film.
„Eins, zwei, drei, was ist ein Ei?
Eulenspiegel war der Sohn eines Bauern, aber mit dem Krieg der Bauern gegen die Herren hatte er lange nichts zu tun. Er betrieb fleißig sein kleines Gewerbe als Schausteller auf Jahrmärkten und vertrieb sich den Hunger oft sogar durch allerlei Possen, in denen er als richtiger Bauernfänger die Dörfler beschwindelte. Aber eines Tages begegnete ihm ein Ungemach, das ihn so ärgerte, daß er den Herren Rache schwor und so ohne viel Nachdenken oder Berufung auf die Seite der Bauern geriet.“

### Erich Kästner

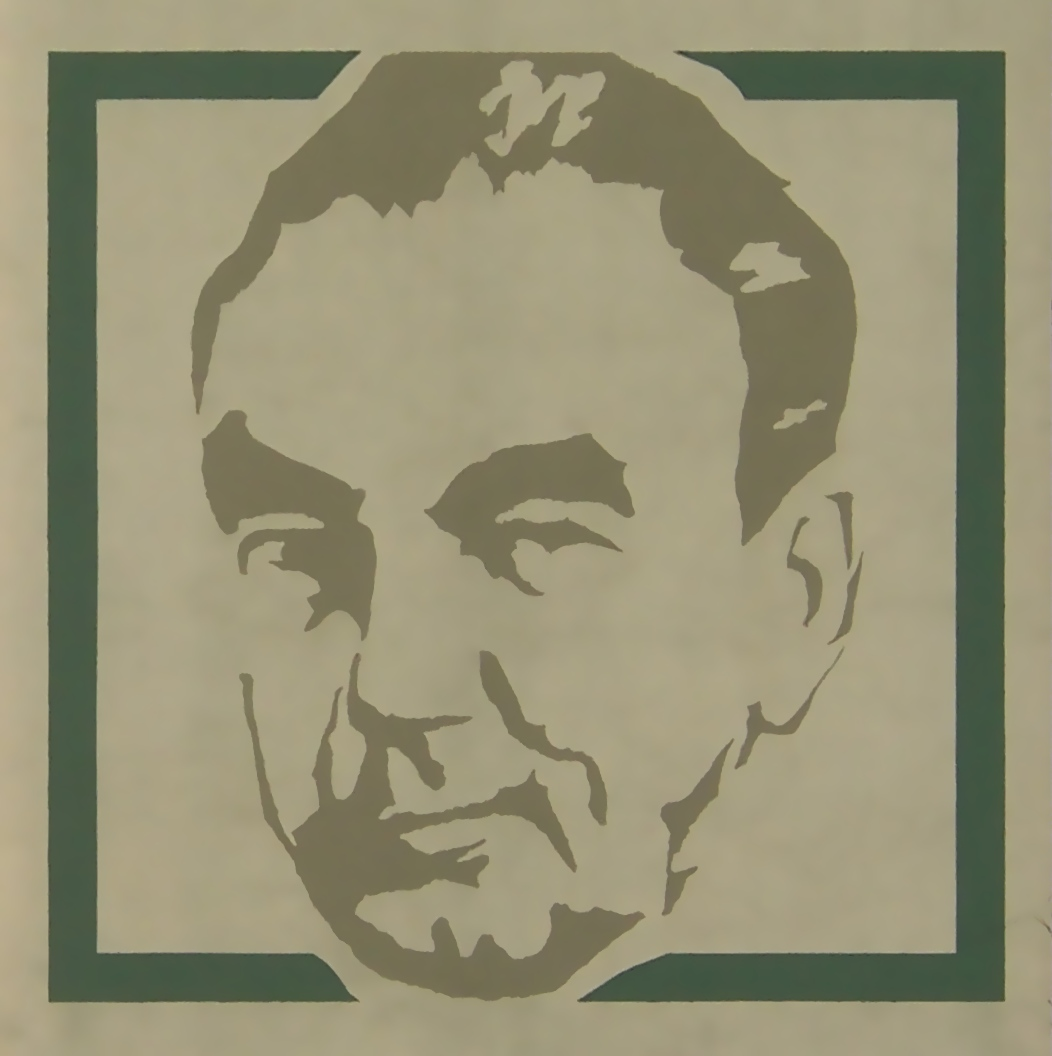
Erich Kästners Porträt an einem Haus der sogenannten Kästner-Passage in der Dresdner Neustadt

Erich Kästner (1899–1974) hat den Eulenspiegel-Stoff in die Kinder- und Jugendliteratur eingeführt. Zur Gewinnung einer Identifikationsfigur für Kinder wird Eulenspiegels Kindheit im Milieu eines Wanderzirkus geschildert: daher die Kunst des Seiltanzes und der Clownerie. In 12 ausgewählten Geschichten wird der Held als kindlich intakte Figur von der Derbheit vergangener Jahrhunderte befreit. Eulenspiegelei ist die Kunst, sich in Zeiten verdorbener Erwachsener seine kindliche Ursprünglichkeit zu bewahren. In der Phase des Schreibverbotes durch den Nationalsozialismus wollte Kästner die Kinder der Deutschen erreichen, um ihnen etwas von Herzensgüte, Kunst und Humor zu vermitteln.

### Christa und Gerhard Wolf
Christa und Gerhard Wolf (geb. 1929 und 1928) verlegen in ihrer Filmerzählung die Zeit des Till Eulenspiegel ins frühe 16. Jahrhundert, um den Helden als Agitator neuer Weltanschauungen zu kennzeichnen.
„Ein Jahrmarkt des beginnenden 16. Jahrhunderts: Umschlagplatz für Waren, Nachrichten, Gerüchte, neue ideen, Ort für Kontakte zwischen den verschiedenen sozialen Schichten, Platz, an dem die Nervosität und Unruhe der aufgestachelten Zeit sich ballt.“
Auf diese Weise mutiert Eulenspiegel vollends zum Protagonisten einer neuen Weltpolitik und Sozialstruktur.

## Die klassischen Szenen

### Taufe

Eulenspiegels Taufe: Holzschnitt nach der Ausgabe des Braunschweiger Eulenspiegelbuches von 1515

Am Anfang der ursprünglichen Eulenspiegel-Erzählungen steht die magische Dreizahl. Hermann Bote erzählt die dreifache Taufe: zuerst habe der Pfarrer des Nachbarortes den Jungen mit Wasser beträufelt, danach sei die Amme mit dem Kind ins Wasser gefallen, und schließlich habe man das verschmutzte Baby in einer Wanne sozusagen ein drittes Mal getauft.
Die Taufe gilt in den christlichen Kulturen als Mysterium des Bündnisses zwischen Mensch und Gott. Eulenspiegels Taufe wird als magisch gekennzeichnet angesehen. „Du musst es dreimal sagen“, wird es später in Goethes Studierstube heißen, bevor Mephistopheles auftritt. Das ursprüngliche Eulenspiegel-Konzept wird so verstanden, als ob eine jenseitige Macht die Eulenspiegelei bestimmt. Auf- und Abtritt des Schelmen (vgl. den Abschnitt über die Grablegung und den Grabstein) sind von jenseitigen Mächten gekennzeichnet.
Mit der Entwicklung zur derben Posse (vgl. Hans Sachs, Fischart, Ayrer) wird die Magie der dreifachen Taufe und des rätselhaften Verbleibs der Leiche zurückgedrängt. Erst Erich Kästner bringt die Dreifach-Taufe wieder ins Bewusstsein des Lesers. Christa und Gerhard Wolf verbinden den Vorgang sogar mit dem Auftritt der Heiligen drei Könige, die seit Christi Geburt das Zeichen einer reinkarnierten Gottheit waren.
Neuerdings ist das Motiv der dreifachen Taufe ganz besonders herausgearbeitet worden: die „alte“, d. h. viele tausend Mal inkarnierte Seele lässt sich nicht ohne weiteres auf all die ihr bevorstehenden Bewährungsproben ihrer hoch entwickelten Spiritualität ein. Sie protestiert gegen falsche Namensgebung.

### Seiltanz

Holzschnitt aus dem Eulenspiegel-Volksbuch von 1515

Der Seiltanz ist in der Literaturgeschichte mehrfach als Balanceakt des Lebens dargestellt worden. In diesem Sinne wird Eulenspiegels Seiltanz-Streich als Balance-Akt zwischen „Wirklichkeiten“ gedeutet.
Kästner, der die Eulenspiegel-Thematik in die Kinderliteratur eingeführt hat, versteht die Symbolik des Seiltanzes aktuell als den Versuch, den Kindern in deutscher Sprache Wahres und Gutes zu sagen, während der Nationalsozialismus Kästner das Publizieren verboten hatte.
Bei Abaelard (2009) heißt es: „Freunde, wisst ihr, wie man auf einem Seil tanzt? Die Erwachsenen nennen es Körperbeherrschung. Wenn also einer seinen Körper beherrscht, kann er eventuell auf einem Wäscheseil von einem Dachfenster über den Fluss hinweg bis ins Dachfenster des Rathauses balancieren. ‚Seiltanzen,‘ werdet ihr sagen, ‚kann man von Haus zu Haus! Dazu braucht man doch das Rathaus nicht.‘
Aber ich, liebe Freunde, ich – Till Aulenspeegel – sage euch: Seiltanzen ist immer ein Balancieren vom Elternhaus in die Öffentlichkeit. Ich, zum Beispiel, habe den Seiltanz geübt. Man benötigt gute, feste Schuhe. Und man benötigt eine Saule, die haargenau über den Schuhen steht.“

### Bienenkorb

Eulenspiegel im Bienenkorb: Holzschnitt aus dem Volksbuch von 1515

Die Bienenkorb-Historie erzählt, wie Eulenspiegel sich in einen leeren Bienenkorb verkriecht. Diebe stehlen den Korb, weil sie der Meinung sind, es sei besonders viel Honig in den Waben. Durch verdecktes Ziehen in den Haaren der Diebe hetzt Eulenspiegel die beiden Diebe gegeneinander auf, bis sie sich gegenseitig erschlagen.
Die Erzählung von Aulenspeegel im Bienenkorb ist gelegentlich psychoanalytisch interpretiert worden: Der bereits erwachsene Held zieht sich in seine kindliche Erinnerung zurück. Es handelt sich um eine Regression: Aktualisierung des Kindlichen im Verhalten des Erwachsenen.
Das klassische Konzept des lateinischen Sprichwortes: „Divide et impera!“ (Teile und herrsche!) wird im Verlauf der Geschichte vielfältig variiert.

### Geistheilung
Die Erzählung von Eulenspiegels Krankenheilung wird seit dem Volksbuch als eine Komödie eingebildeter Krankheit verstanden. Eulenspiegel wird als befähigter Arzt angekündigt und flüstert allen Kranken zu, nächstens werde er den Krankesten verbrennen, um aus seinem Leichnam ein heilendes Pulver zu erzeugen. Auf diese Weise erreicht er, dass die zahllosen Hypochonder fluchtartig das Krankenhaus verlassen.
Neben gesundheitspolitischen Anspielungen ist die Darstellung der Geistheilung durch Eulenspiegels Verfahren bemerkenswert.

### Bäckergeselle

Eulenspiegel als Bäckergeselle: Holzschnitt aus dem Volksbuch von 1515

Eulenspiegels listige Auseinandersetzungen mit reichen Bäckermeistern sind zahlreich variiert worden. Das Volksbuch erzählt gleich mehrere Versionen. Eulenspiegel bestellt angeblich im Auftrag eines reichen Reisenden einen Sack voll Brot. Der Lehrling soll mitkommen und das Geld vom Auftraggeber in Empfang nehmen. Unterwegs lässt er einen Brotlaib in den Schmutz fallen und schickt den Lehrling, ein unverdorbenes Stück nachzuholen. Inzwischen macht er sich mit seiner Beute aus dem Staube.
Die wohl bekannteste Historie erzählt, wie Eulenspiegel Meerkatzen buk. Anstatt nach des Meisters Geheiß Brote zu backen, lässt Eulenspiegel viele kleine Meerkatzen entstehen und verkauft diese mit Gewinn. Es handelt sich um eine der wenigen Historien, die nicht durch grobe Posse entstellt sind. Neuerdings wird diese Geschichte als typisches Symptom eines Kindes mit „alter“ Seele dargestellt.

### Wächter

Eulenspiegel bläst vom Turme: Holzschnitt des Volksbuches von 1515

Als Türmer hat Eulenspiegel die Aufgabe, nach Feinden Ausschau zu halten und durch Trompetensignale das Herannahen irgendwelcher bedrohlicher Wesen anzuzeigen. In den verschiedenen Versionen des Eulenspiegelstoffes werden diese bedrohlichen Wesen als leibhaftige Feinde oder als Feinde im übertragenen Sinne verstanden.

### Gottesacker

Eulenspiegel vor dem herzog von Lüneburg: Holzschnitt aus dem Volksbuch von 1515

Der Herzog von Lüneburg verbannt Eulenspiegel bei Todesstrafe, falls er sich wieder auf dem Lande Lüneburg blicken lassen würde. Daraufhin stellt Eulenspiegel sich auf ein umgedrehtes Pferd – als Zeichen seiner Narretei. In anderen Versionen kauft Eulenspiegel ein Fuder Friedhofserde und setzt sich in einem Karren sozusagen auf Gottes Acker.

### Schneiders Knoten

Eulenspiegel als Lehrer der Schneider: Holzschnitt aus dem Volksbuch von 1515

Eulenspiegel beruft eine Fortbildung für Schneider ein und erklärt den von Weitem Angereisten, sie sollten einen Knoten am Ende eines Fadens schlagen. Diese tiefsinnige Belehrung über die Verankerung des Lebenssinnes wird von den Schneidern nicht akzeptiert, so dass man Eulenspiegel – wie so oft – davonjagt.

### Wie Aulenspeegel einem Esel das Lesen beibrachte

Eulenspiegel bringt einem Esel das Lesen bei: Holzschnitt aus dem Volksbuch von 1515

Auch die im 20. Jahrhundert erforschte Tierlinguistik findet ihren Vorläufer im Eulenspiegel-Stoff. Eulenspiegel bringt einem Esel das Lesen bei, indem er ihm ein Buch vor die Nase hält und abwartet, bis das Tier „IA“ gerufen hat. Diese Historie ist im Verlauf der Jahrhunderte zum Paradigma der Lesedidaktik geworden.

### Kürschner

Eulenspiegel betrügt die Pelzmacher: Holzschnitt aus dem Volksbuch von 1515

Eulenspiegel näht in das Fell eines Hasen ein lebendiges Tier ein und verkauft sein Machwerk den Kürschnern. Dieser Betrug ist in vielerlei Hinsicht als Belehrung über verfehlte Einstellung der Pelzmacher, Politiker oder der Reichen allgemein gedeutet worden. Insbesondere wird neuerdings die Tierquälerei durch Pelztier-Tötung hervorgehoben.

### Eulenspiegels Bestattung
Die Nahe-Tod-Erfahrungen, wie sie in den letzten Jahrzehnten des 20. Jahrhunderts durch Kübler-Ross (1970) und Moody (1980) erforscht wurden, haben die seit Jahrtausenden bekannten Geheimnisse um den Leichnam und den Verbleib des Seelischen ein wenig transparenter werden lassen. Es wird berichtet, dass die Seele über ihrem verstorbenen Körper schwebt und die Vorgänge, die sich um ihn herum abspielen, sehr genau wahrnimmt (sog. Panoramablick). Danach scheint es eine Begegnung mit bereits früher verstorbenen nahen Angehörigen zu geben und evtl. für einige Wochen ein Dasein zwischen den Lebenden (vgl. die Erlebnisse der Erscheinung). Erst wenn die Seele den sog. Frieden gefunden hat, ist sie bereit, „ins Licht“ zu gehen (vgl. die Erlebnisse um Christi Himmelfahrt).
Eulenspiegels Erzählungen über Grablegung und Verschleppung des Grabsteines, über sein Vermächtnis und die Poltergeist-Erlebnisse der Hinterbliebenen gehören in diesen Bereich. Besonders in den „Historien“ des Braunschweiger bzw. Straßburger Eulenspiegel-Buches finden sich nähere Angaben über die rätselhaften Befunde der Hinterbliebenen in der Zeit kurz nach Eulenspiegels Tod.

## Fazit
Die Variabilität der Eulenspiegelei ist im Verlauf der 500-jährigen Literaturgeschichte durchaus vielfältig. Sie reicht von platter Betrügerei, Habsucht und Gier bis zur verklärten Seligkeit einer liebenden Seele, die es gut meint, aber den Toren nicht gefällt. Dazwischen liegen demokratische Freiheitsideale, altruistische Hilfsbereitschaft, gutmütiges Verlachen und soziales Engagement. Am Ende muss man feststellen, dass es nicht eine Eulenspiegelei gibt, sondern eine multiple Mischung durchaus unterschiedlicher Typen Eulenspiegel verkörpernder Gestalten.